# Glossogobius bulmeri
Glossogobius bulmeri är en fiskart som beskrevs av Whitley, 1959. Glossogobius bulmeri ingår i släktet Glossogobius och familjen smörbultsfiskar. Inga underarter finns listade i Catalogue of Life.